# Gioacchino da Fiore
Gioacchino da Fiore, más írásmódokon Joacchino da Fiore, Joachim da Fiore vagy Joachim de Floris (Celico, 1135 körül – Pietrafitta, 1202. március 30.) középkori itáliai ciszterci apát, a fiorei San Giovanni monasztikus rend megalapítója. A későbbi követőit joachimitáknak  hívták. Fiore a 12. századi reneszánsz racionalista irányzatával egyidőben a középkori misztikus teológia egyik legkiemelkedőbb alakjává vált. 
Leghíresebb tézise a világtörténelem hármas felosztása (Atya – Fiú – Szentlélek korszakai). Írásai megtermékenyítőleg hatottak Dantéra éppúgy, mint korának millenarista- és eretnekmozgalmaira. A ferencesek – különösképp a spirituálisok – elődjüknek tartották és prófétát láttak benne. Az egyház elítélte Gioacchino da Fiore néhány tételét, a tanításából kinőtt, ún. joachimita mozgalmat pedig eretnekként kezelte.

## Élete és működése
Gioacchino a Szicíliai Királysághoz tartozó calabriai Celicóban született egy Mauro nevű helyi jegyző családjába. Életének első fele a világi és a szerzetesi élet, a vita activa és a vita contemplativa közötti ingadozással telt el. A források szerint világi képzést a közeli Cosenzában kapott, majd itt lett hivatalnok, később jegyző. 
1159-ben elzarándokolt a Szentföldre, ahol vallási krízist élt át. Ennek hatására döntötte el, hogy hátat fordít a világi életnek. Hazatérése után remeteként élt egy darabig, majd Sambucina ciszterci kolostorában laikus testvérként szolgálta a cisztereket, majd a corazzói apátságban pappá is szentelték, valószínűleg 1168-ban. 
1166–67-ben Perchei István Palermo érseke, Navarrai Margit tanácsadójának oldalán dolgozott. Ezt követően teljesen a Biblia tanulmányozásának szentelte magát, annak rejtett üzenetét kutatva. Képzeletét elsősorban A jelenések könyve ragadta meg, melynek utalásait a jelenre próbálta alkalmazni: ennek szellemében például állítólag a majdani II. Frigyest az Antikrisztussal azonosította. 
1177-ben a corazzói apátság apátjává választották, és ebben a minőségben megpróbálta a kolostort a ciszterciek rendjéhez csatlakoztatni, eleinte nem sok sikerrel, mivel a ciszterek a szegénysége miatt elutasították a csatlakozást. 
1182-ben III. Luciusz pápa saját kérésére felmentette a kolostor vezetésének teendői alól. Ezt követően Gioacchino Pietralata remeteközösségébe vonult vissza, majd Fioréban apátságot alapított. Tekintélye egyre nőtt, de ő visszautasította Szicíliai Tankréd ajánlatát, hogy szerzetesi közösségét olvassza be a Santa Maria della Matina ciszterci kolostorába. 1196 nagypéntekén I. Konstancia szicíliai királynő neki gyónt meg. 
1198-ban a ciszterci renden belüli szigorúbb regulát fogadott el. Írásai ekkorra már széles körben elterjedtek, tekintélyét az is jelzi, hogy állítólag Oroszlánszívű Richárd is találkozott vele a harmadik keresztes hadjáratra készülőben.
1200-ban Gioacchino a személyét ért támadásokra, eretnekvádakra – hogy tudniillik jóslatai szerint nem lesz szükség egyházra, mivel mindenki pap lesz – reagálva, valamennyi írását jóváhagyás végett III. Ince pápához terjesztette elő, előre alávetetve magát a pápa döntésének. 1202-ben azonban meghalt, mielőtt írásainak ügyében döntés születhetett volna. 
Aquinói Szent Tamás számos ponton vitatkozott vele, a negyedik lateráni zsinat pedig egyes nézeteit, különösen a Szentháromságra vonatkozó tételeit eretneknek találta, maga Gioacchino azonban nagy becsben áll ma is a római katolikus egyházban.

## Tanítása
„Az Új- és az Ótestamentum egyezéseiről” (Liber de concordia novi et veteris Testamenti) és az Apokalipszis könyvének magyarázatáról (Expositio in Apocalypsim, Enchiridion super Apocalypsim, Psalterium decem chordarum) írt kommentárjai egy alapvetően új történelemképet fogalmaznak meg, amely a jövőtől történelmi haladást, jobb korszakot vár. A bonyolult szimbolikájú, a Szentháromság allegorikus magyarázatából kiinduló profetikus iratok lényege, hogy az Atya jegyében eltelt ótestamentumi korszakot, melyben létezett már a Törvény, a Tízparancsolat, de amelyben a test szerint, házasságban éltek az emberek, illetve az Egyház, s a Krisztus eljövetele óta tartó, a Fiú jegyében eltelt újtestamentumi korszakot, melyben már a Megváltó hatására sokan (az egyháziak, különösen a szerzetesek) az evangéliumi elvek szerint élnek, követni fogja majd egy hamarosan eljövendő újabb korszak, az Örök Evangélium kora, amelyben a Szentlélek érvényesül, és mindenki a lélek szerint, szerzetesként él majd. Joachim de Floris műveivel születik meg a jövőbe vetített utópia gondolata."

## Megítélése
Az egyház bár szentháromságtani tételét elítélte, életszentségét nem vitatta.
Dante a Paradicsomba helyezte:  
Joákhim bölcs apátot Calabriából, nézd még tündökölni, ki jós lelkével a jövőbe látott.
A jövendő új korszak eljövetele megtermékenyítőleg hatott Cola di Rienzo mozgalmára is – ezzel összefüggésben 1346-ban megpróbálták kanonizálni, de sikertelenül. Követői közül az egyik legkiemelkedőbb Salimbenei Ádám.
A jelenkorban voltak akik profetikus mozgalom atyjának nevezték (Karl Heussi), mások az eszkatológia iránti fogékonyságát emelték ki (Karl Löwith), megint mások millenaristának (Bernard McGinn) vagy mindenekelőtt exegétának tartották (Henry Mottu)."